# Conlight Ås
Conlight Ås, född 29 mars 2011, är en svensk varmblodig travhäst. Han tränas av Svante Båth och körs oftast av Erik Adielsson.
Conlight Ås började tävla i mars 2014 och tog sin första seger i debutloppet. Han har till april 2016 sprungit in 3,7 miljoner kronor på 25 starter varav 7 segrar, 4 andraplatser och 3 tredjeplatser. Han har tagit karriärens största seger i Svenskt Travderby (2015). Han har även kommit på andraplats i Prix Jean Riaud (2016) samt på tredjeplats i Prix de Croix (2016) och Prix Jean le Gonidec (2016).
Den 15 september 2014 segrade han i ett uttagningslopp till Svenskt Travkriterium. Han slutade sedan på femteplats i finalen som gick av stapeln den 28 september på Solvalla. Säsongen därpå segrade han bland annat i finalen av 2015 års upplaga av Svenskt Travderby den 6 september på Jägersro. Under säsongen 2016 tävlade han i Frankrike. Han gjorde bland annat fyra starter på Vincennesbanan utanför Paris, med en andraplats i Prix Jean Riaud den 15 april som främsta resultat. Under sommaren 2016 fick han en gaffelbensskada och har inte startat sedan dess.